# .cw
.cw is het landelijke top-level-domein (ccTLD) van Curaçao. Curaçao heeft recht op een eigen ccTLD nadat het op 10 oktober 2010 de nieuwe status van autonoom land binnen het Koninkrijk der Nederlanden kreeg. Sinds 1 februari 2012 kunnen .cw-domeinnamen worden geregistreerd.
Tot op heden maakt Curaçao nog veel gebruik van de ccTLD van de Nederlandse Antillen, .an.